# 志村三丁目駅
志村三丁目駅（しむらさんちょうめえき）は、東京都板橋区志村三丁目にある、東京都交通局（都営地下鉄）三田線の駅である。駅番号はI 22。

## 年表
- 1968年（昭和43年）12月27日：都営地下鉄6号線開業に伴い開業。開業前の仮称は「志村四丁目」だった[2]。
- 1978年（昭和53年）7月1日：6号線を三田線に改称[3]。
- 2007年（平成19年）3月18日：ICカード「PASMO」の利用が可能となる[4]。
- 2015年（平成27年）3月24日：1番線ホーム上の待合室を使用開始[5]。

## 駅構造
相対式ホーム2面2線の高架駅。起点の目黒駅から地下線を走行した三田線は、志村坂上駅 - 当駅間で地上に出て、当駅以北終点の西高島平駅までは地上（高架線）を走行する。
エスカレーターは目黒方面ホームのみ設置されている。ホーム階（地上2階）と改札階（地平）を結ぶエレベーターが2006年3月末に完成した。

### のりば
| 番線 | 路線       | 行先              |
| ---- | ---------- | ----------------- |
| 1    | 都営三田線 | 目黒・ 東急線方面 |
| 2    | 都営三田線 | 西高島平方面      |

（出典：都営地下鉄:駅構内図）

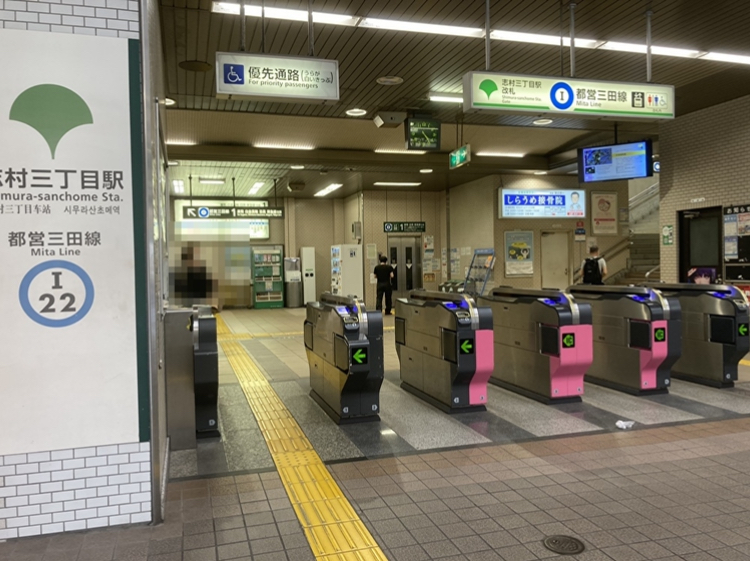
改札口（2022年5月）
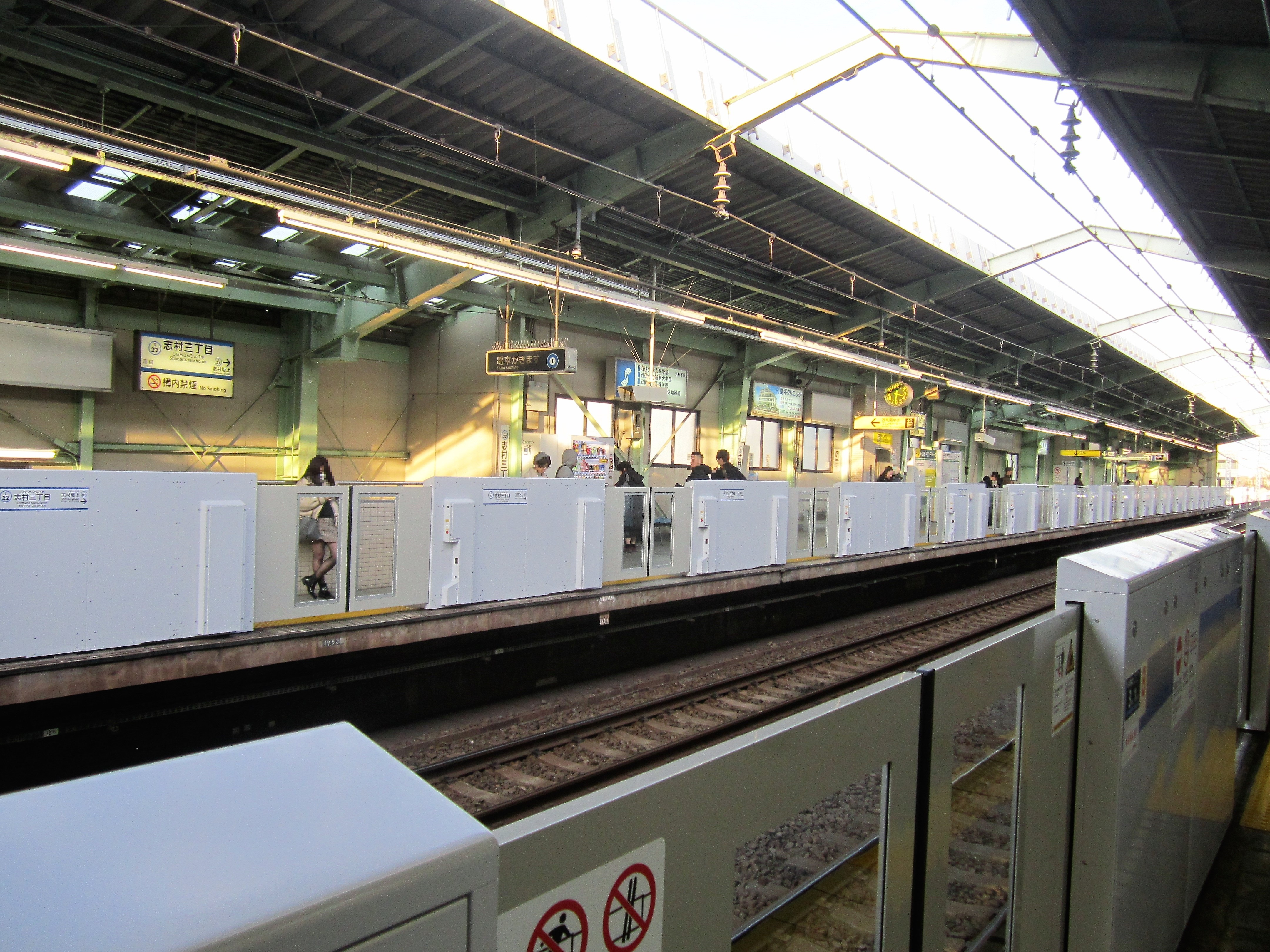
ホーム（2019年12月）

## 利用状況
2023年（令和5年）度の1日平均乗降人員は29,443人（乗車人員：14,878人、降車人員：14,565人）である。
近年の1日平均乗降・乗車人員の推移は下表の通り。

### 平成
| 年度               | 1日平均 乗降人員 | 1日平均 乗車人員 | 出典     |
| ------------------ | ---------------- | ---------------- | -------- |
| 1990年（平成02年） |                  | 15,129           | [ * 1 ]  |
| 1991年（平成03年） |                  | 15,219           | [ * 2 ]  |
| 1992年（平成04年） |                  | 15,162           | [ * 3 ]  |
| 1993年（平成05年） |                  | 15,230           | [ * 4 ]  |
| 1994年（平成06年） |                  | 15,038           | [ * 5 ]  |
| 1995年（平成07年） |                  | 14,434           | [ * 6 ]  |
| 1996年（平成08年） |                  | 14,293           | [ * 7 ]  |
| 1997年（平成09年） |                  | 14,282           | [ * 8 ]  |
| 1998年（平成10年） |                  | 14,167           | [ * 9 ]  |
| 1999年（平成11年） |                  | 13,661           | [ * 10 ] |
| 2000年（平成12年） |                  | 14,279           | [ * 11 ] |
| 2001年（平成13年） |                  | 14,559           | [ * 12 ] |
| 2002年（平成14年） |                  | 14,510           | [ * 13 ] |
| 2003年（平成15年） | 29,195           | 14,828           | [ * 14 ] |
| 2004年（平成16年） | 29,701           | 15,044           | [ * 15 ] |
| 2005年（平成17年） | 29,342           | 14,852           | [ * 16 ] |
| 2006年（平成18年） | 29,928           | 15,226           | [ * 17 ] |
| 2007年（平成19年） | 30,266           | 15,383           | [ * 18 ] |
| 2008年（平成20年） | 30,389           | 15,435           | [ * 19 ] |
| 2009年（平成21年） | 30,280           | 15,383           | [ * 20 ] |
| 2010年（平成22年） | 30,155           | 15,295           | [ * 21 ] |
| 2011年（平成23年） | 30,039           | 15,237           | [ * 22 ] |
| 2012年（平成24年） | 30,804           | 15,598           | [ * 23 ] |
| 2013年（平成25年） | 31,432           | 15,909           | [ * 24 ] |
| 2014年（平成26年） | 31,511           | 15,932           | [ * 25 ] |
| 2015年（平成27年） | 32,343           | 16,361           | [ * 26 ] |
| 2016年（平成28年） | 33,233           | 16,803           | [ * 27 ] |
| 2017年（平成29年） | 32,427           | 16,398           | [ * 28 ] |
| 2018年（平成30年） | 32,385           | 16,373           | [ * 29 ] |

### 令和
| 年度               | 1日平均 乗降人員 | 1日平均 乗車人員 | 出典     | 出典       |
| 年度               | 1日平均 乗降人員 | 1日平均 乗車人員 | 東京都   | 交通局     |
| ------------------ | ---------------- | ---------------- | -------- | ---------- |
| 2019年（令和元年） | 32,536           | 16,435           | [ * 30 ] | [ 都交 2 ] |
| 2020年（令和02年） | 25,444           | 12,835           |          | [ 都交 3 ] |
| 2021年（令和03年） | 26,227           | 13,240           |          | [ 都交 4 ] |
| 2022年（令和04年） | 28,004           | 14,155           |          | [ 都交 5 ] |
| 2023年（令和05年） | 29,443           | 14,878           |          | [ 都交 1 ] |

## 駅周辺
- 志村ショッピングセンター
  - サミット 志村店
  - コジマ×ビックカメラ志村店
  - ニトリ 志村三丁目駅前店
- MEGAドン・キホーテ 板橋志村店
- 板橋北郵便局
- 東京都道311号環状八号線（環八通り）
- 国際興業バス志村営業所
- グリーンカレッジホール（板橋区立シニア学習プラザ） ※ 旧板橋区立勤労福祉会館
- 板橋区立志村ふれあい館
- 首都高速5号池袋線
  - 志村パーキングエリア
  - 中台出入口[11]

## バス路線
最寄りの停留所は「志村三丁目駅」である。各路線とも国際興業バスが運行を行っている。
- 池20 - 池袋駅西口 / 高島平操車場
- 池20-2 - 高島平操車場
- 赤01 - 赤羽駅西口行（北赤羽駅入口経由） / 練馬駅
- 赤02：赤羽駅西口 - 成増駅北口
- 赤02-2 - 成増駅北口
- 赤56-2 - 赤羽駅西口 / 高島平操車場
- 赤73 - 西高島平駅行（深夜バス・平日のみ）【運休中】
- 赤83・赤84 - 赤羽駅西口
- 赤85 - 赤羽駅西口 / 平和台駅
- 常01 - ときわ台駅

## 隣の駅
東京都交通局（都営地下鉄）
 都営三田線
志村坂上駅 (I 21) - 志村三丁目駅 (I 22) - 蓮根駅 (I 23)